# Hexensabbat

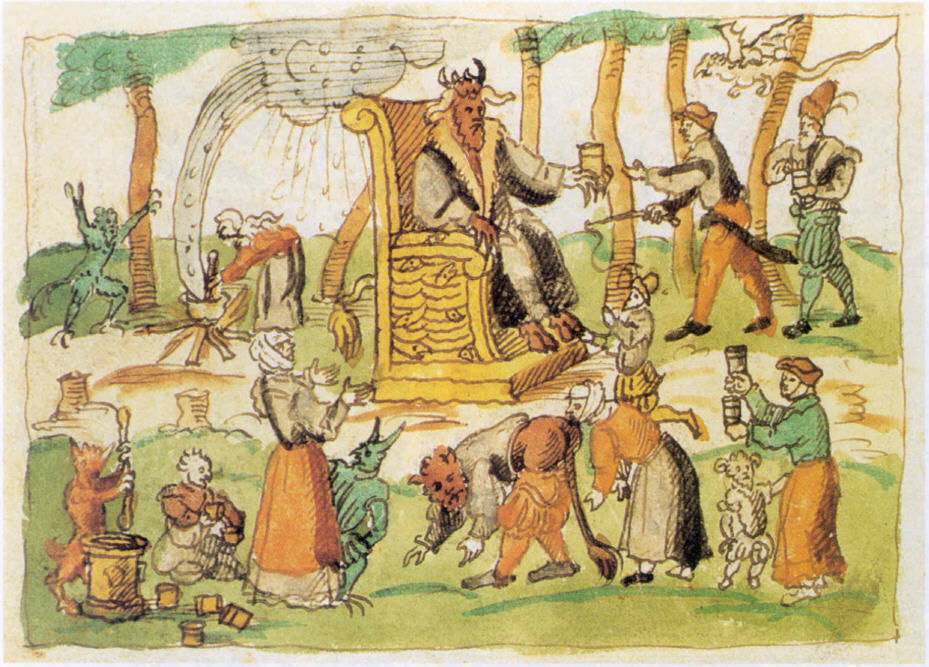
Darstellung des Hexensabbats aus der Chronik des Johann Jakob Wick

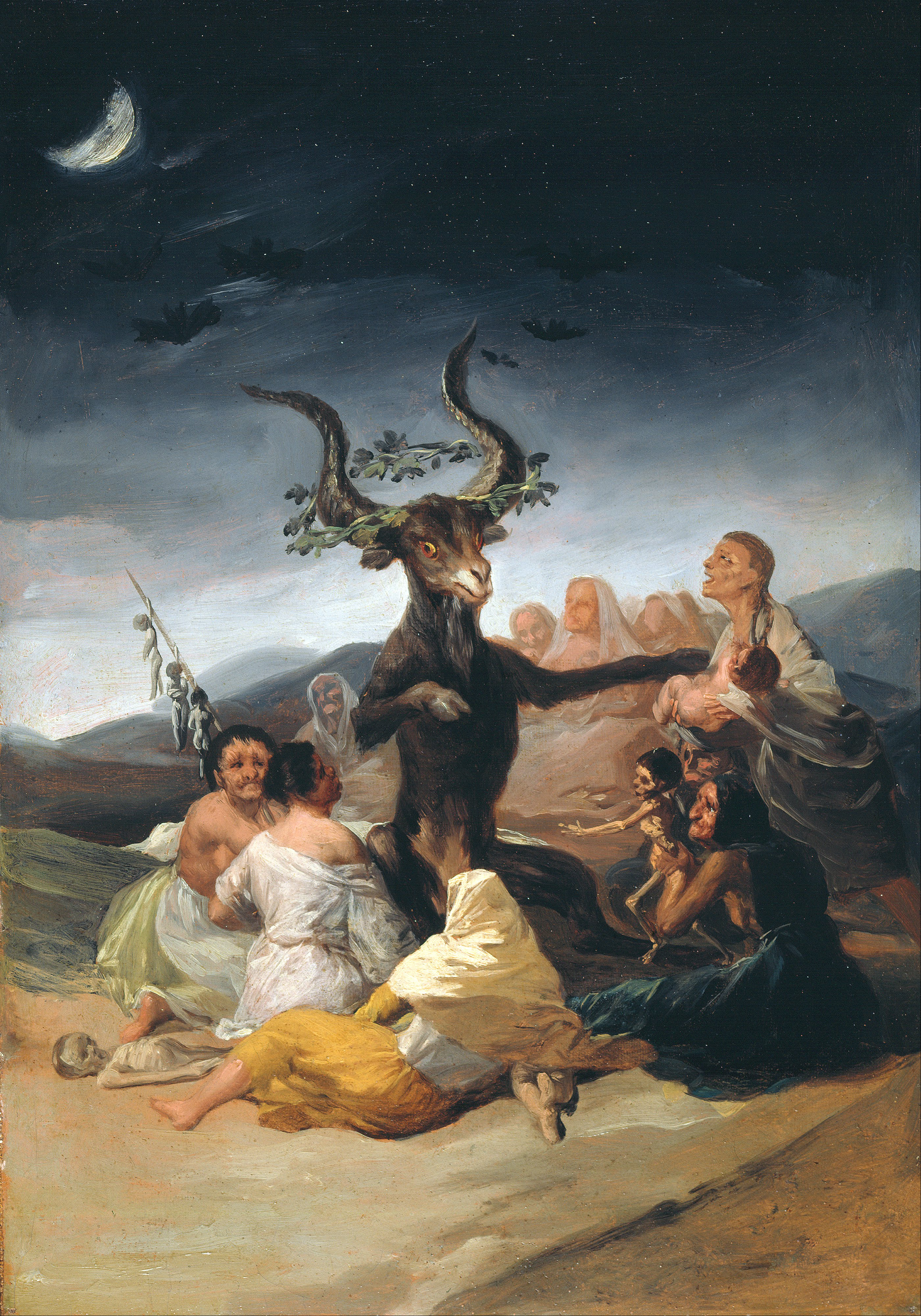
Francisco Goya: Hexensabbat

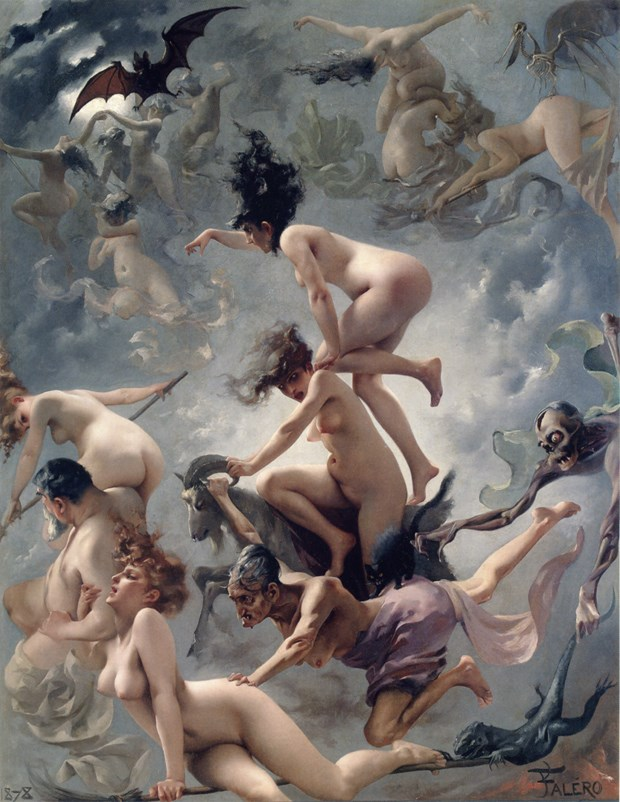
Luis Ricardo Falero (1878): Hexen auf dem Weg zum Sabbat

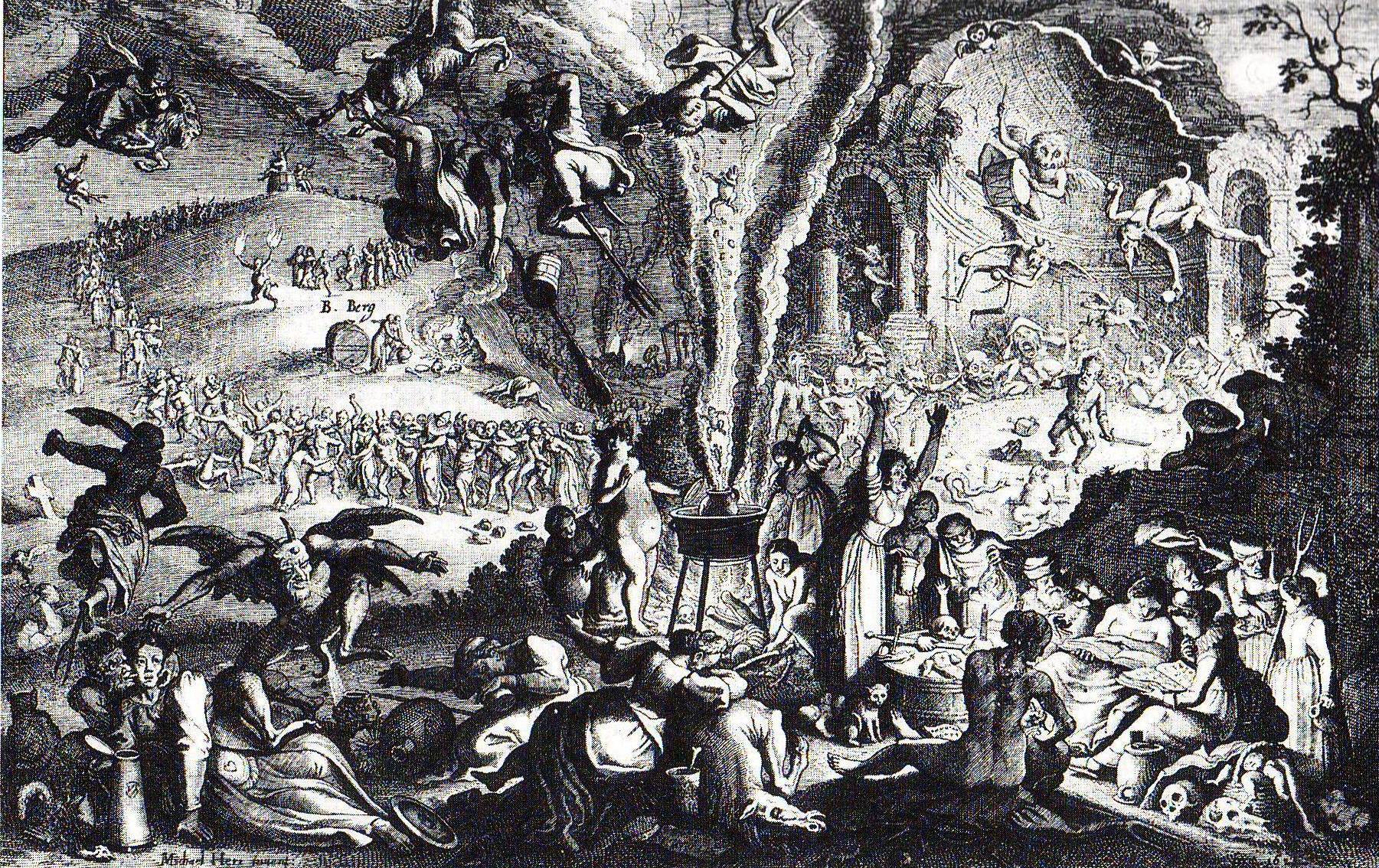
Michael Herr (1650): Hexensabbat auf dem Brocken (B. Berg/Blocksberg)

Als Hexensabbat oder Teufelstanz bezeichneten die Hexentheoretiker in der Frühen Neuzeit ein regelmäßiges, geheimes, nächtliches, festartiges Treffen sogenannter Hexen einer Region mit dem Teufel an einem bestimmten, meist abgelegenen Ort, dem sogenannten Hexentanzplatz.

## Begriff
Der Begriff Hexensabbat verbindet den im frühen 15. Jahrhundert geprägten Hexenbegriff mit dem hebräischen Wort Schabbat, das im Judentum den von Gott gebotenen Ruhetag am Ende einer Arbeitswoche bezeichnet. Der Antijudaismus dämonisierte die Juden und ihre Gebräuche besonders im Hochmittelalter zunehmend: Man unterstellte ihnen satanische Riten in ihrer Religionsausübung, darunter die Anbetung von Dämonen, Ritualmorde, Schadenzauber, Brunnenvergiftung, Hostienfrevel. Damit wurden häufig Pogrome und Verfolgungen an ihnen gerechtfertigt oder herbeigeführt.
Ein Teil dieser Stereotype wurde in der frühen Neuzeit auch auf andere Feindbilder übertragen, so auf die Bogomilen, Katharer und Waldenser. Diese verfolgte die kirchliche Inquisition im 14. Jahrhundert als sogenannte Ketzer, wobei sie – auch mittels der Folter als erlaubter Verhörmethode – die Klischees des Teufelspaktes und der Gotteslästerung durch imitierende, aber den christlichen Gottesdienst ins Gegenteil verkehrende rituelle Praktiken bereits bestätigte und verfestigte.
Ein Teil dieser Vorwürfe wurden im 15. Jahrhundert auf sogenannte Hexen übertragen. Die verschwörungstheoretische Vorstellung von einer gefährlichen geheimen Sekte aus Zauberern oder Zauberinnen und Ketzern wurde immer stärker systematisiert. Dabei wurde der Begriff des Sabbats von seinem jüdischen Ursprung gelöst und zum Ausdruck für ein angenommenes Geheimtreffen dieser Gruppe mit dem Teufel.

## Hexentheorie
Der Hexensabbat gehört mit Hexenflug, Teufelspakt, Teufelsbuhlschaft und Schadenzauber zu den fünf Hauptelementen der Hexenlehre, die sich um 1430 zuerst in der Westschweiz auszuformen begann. Diese Elemente bildeten im 16. und 17. Jahrhundert auch die häufigsten Anklagepunkte in den meist von weltlichen Gerichten durchgeführten Hexenprozessen, die in der Regel tödlich für die Angeklagten endeten.
Die Vorstellung von einem Geheimtreffen sogenannter Hexen entwickelte sich im Anschluss an die Vorstellung vom meist nächtlichen Hexenflug, die sich ab etwa 1000 (Burchard von Worms) nachweisen lässt. In der um 1430 entstandenen Chronik von Hans Fründ aus Luzern ist dieses Motiv erstmals mit dem Dämonenpakt, der Verwendung von Hexensalbe, Vorratsplünderung, rituellem Kindesmord und Verzehr von Menschenfleisch verknüpft. Dies waren offenbar auch die Vorwürfe, die in der ersten Hexenverfolgung im Wallis eine Rolle spielten.
Wenig später berichtete Johannes Nider in der Schrift Formicarius von Zeugenaussagen aus dem Simmental, die ähnliche Praktiken einer Gruppe gesehen haben wollten. Sie hätten kirchliche Rituale nachgeahmt und in ihr Gegenteil verkehrt. Die so beschriebene Gruppe erschien damit bereits als sektierische Gegenkirche: Das Bündnis mit dem Teufel verband sie dazu.
Ein weiterer, eventuell aus Lausanne stammender anonymer Text aus derselben Zeit, das Errores gazariorum, berichtet erstmals von sexuellen Orgien während geheimer Zusammenkünfte unter der Leitung des Teufels.
Um 1436 verfasste der Richter Claude Tholosan in Dauphiné ein umfangreiches juristisches Gutachten, mit dem er den Nachweis führen wollte, dass die angeblichen Praktiken der Hexen am Hexensabbat als Majestätsbeleidigung zu gelten hätten und daher von weltlichen Behörden zu verfolgen seien.
1451 tauchten in Martin Le Francs Handschrift Champion des Dames nur noch weibliche Hexen als Teilnehmer der vermuteten Geheimtreffen auf. Hier findet sich auch das erste Bild einer sich auf einem Besen fortbewegenden Frau. Dies sollte ihr Transportmittel zum Hexensabbat sein. Le Francs Text wurde 1485 und 1530 auch durch Druckausgaben verbreitet.
Die Motive dieser fünf in enger zeitlicher und räumlicher Nähe entstandenen Schriften enthielten die Hauptmotive eines Hexensabbats und prägten die Vorstellungen von den dabei angenommenen Praktiken für die Folgezeit. Hinzu kamen weitere, teils ältere, teils jüngere Motive verschiedener Herkunft: die Verwandlung der Hexen in Tiere, ein großes Festmahl, Tanz, Initiation neuer Hexen. Sie etablierten das Hexenbild über die Schweiz hinaus.

## Vorläufer und Einflüsse
In den Aussagen der als Hexen Angeklagten spiegeln sich zum einen die Verschwörungsphantasien der Ankläger. So hatten weltliche Behörden 1321 in Frankreich erst den Leprakranken, dann den Juden ein landesweites Komplott gegen die Christen nachgesagt und dazu gefälschte Dokumente in Umlauf gebracht. Während der großen Pandemie der Jahre 1348–1350, genannt der Schwarze Tod, war die Fama, Juden würden Brunnen und Lebensmittel mit geheimen Giftcocktails und Pulvern vergiften, hunderten jüdischen Gemeinden europaweit zum Verhängnis geworden. Dabei ging es häufig auch um lokale Beseitigung von Gläubigern und die Aneignung von deren Besitz.
Auch die Hexenverfolgungen werden zum Teil auf solche sozialhistorischen Ursachen zurückgeführt. Doch das von den Hexentheoretikern geformte Hexenbild war nicht nur künstlich geschaffen, um eine rechtliche Handhabe gegen vermeintliche oder wirkliche Gegner des christlichen Glaubens zu konstruieren. Es entwickelte sich vielmehr in Wechselwirkung mit den Hexenprozessen aus einer uralten und langen allgemeinen Tradition von Magie und Geisterglauben. Deren Abwehr wurde durch das Zaubereiverbot in der Bibel (Ex 22,17 ) mitverursacht.
Die Prozessakten spiegeln auch eine verbreitete Volksfrömmigkeit, in der sich pagane und christliche Vorstellungen untrennbar mischten und miteinander verschmolzen. In der Etymologie war die Hexe ursprünglich ein Geist, kein Mensch; dann ein mit besonderen Zauberkräften ausgestatteter Mensch. Nächtliche Flüge, geheime Treffen und Begegnungen mit Engeln oder Dämonen sind in vielen Religionen verbreitete Mythen. Sie stehen im Zusammenhang mit magischen Praktiken, mystischen Erfahrungen und Jenseitsvisionen.
Die Nachtfahrt zum Hexensabbat könnte auf bäuerliche Volkssagen von einer Reise der Seelen zu den Toten unter dem Geleit von Engeln zurückgehen. Dabei spielen kirchliche Lehren vom Fegefeuer ebenso eine Rolle wie ältere heidnische Ahnenkulte. Dies lassen z. B. die Aussagen des Oberstdorfer Gemeindehirten Stöcklin von 1586 vermuten. Erst die Ankläger machten aus dem Engel, der ihn im Traum begleitet haben sollte, einen Buhlteufel.
Auch die viermal jährlichen Treffen an Kalenderfesten gibt es in der Sagenwelt vieler europäischen Völker. Es ist jedoch ungewiss, ob diese bereits auf die ausgeformte Hexenlehre reagierten oder beiden eine gemeinsame ältere Überlieferung zugrunde lag.

## Termine
Die vier ursprünglichen mittelalterlichen Hexensabbate:
1. das Maria-Lichtmeß-Fest (Vorabend zum 2. Februar)
2. die Walpurgisnacht (Vorabend zum 1. Mai)
3. der Lammas-Abend (vor dem 1. August; Petri Kettenfeier bzw. das Schnitterfest)
4. Halloween (der Vorabend zum Allerheiligenfest)

Die einzelnen Sabbate im Überblick
1. Yule: Fest der Wintersonnenwende um den 21. Dezember
2. Imbolc: Lichtfest am 2. Februar, Tag der Orakel
3. Ostara: Frühlingsanfang um den 21. März, Fest der Fruchtbarkeit
4. Beltane: Sommeranfang in der Nacht des ersten Sommervollmondes Ende April/Anfang Mai, fälschlich auch am 30. April als "Walpurgisnacht"
5. Litha: Sommersonnenwende um den 21. Juni
6. Lughnasadh/Lammas: Erntefest am 1. August
7. Mabon: Herbstanfang um den 21. September, Erntedankfest
8. Samhain: Halloween am 31. Oktober, Totenkult

## Orte
Im Ostharz südlich Thale gibt es den besonders in Nord- und Ostdeutschland bekannten Hexentanzplatz, im Tal der Bode auf erhöhter Position gelegen. Dort werden rituelle Traditionen an bestimmten Jahrestagen wie der Walpurgisnacht durch Feiern gepflegt. Von der im Bodetal gegenüberliegenden Roßtrappe aus soll einst eine Reiterin im Galoppsprung das Bodetal hinüber zum Hexentanzplatz überquert und dabei einen bis heute sichtbaren Hufabdruck im Fels hinterlassen haben.

## Rolle des Hexensabbats in den Hexenverfolgungen
Der Vorwurf einer Teilnahme am Hexensabbat spielte in Hexenprozessen oft eine Schlüsselrolle. Die Annahme, dass alle Hexen irgendwann einmal daran teilgenommen haben müssten, bewog die Ankläger, bereits als Hexen Angeklagte zu fragen, wen sie dort gesehen und getroffen hätten. Spätestens unter der Folter benannten die Beschuldigten dann ihre vermeintlichen Mitgenossen. Aufgrund der so erpressten Aussagen – der sogenannten Besagung – konnten weitere angebliche Teilnehmer an einem Hexentreffen angeklagt werden. Dies führte nicht selten dazu, dass sich die einmal in einer Region begonnenen Hexenprozesse schnell ausweiteten (Hexenjagd).
Bezeichnenderweise wurde jedoch keine einzige „Hexe“ verurteilt, weil sie auf frischer Tat auf einem Hexensabbat erwischt worden wäre. Manche Hexentheoretiker lehnten den Glauben daran ab und stellten die Untersuchung von Schadenzauber – auch mittels der von der Inquisition erlaubten Folter – ins Zentrum ihrer Verhörsanweisungen.
Die Mehrzahl der Beschreibungen des Hexensabbats in den Protokollen der Hexenverhöre zeichnen ein schlichteres Bild vom Hexensabbat als die dämonologische Theorie. Hauptelemente sind in den konkreten Beschreibungen der Verdächtigen das Bankett und der Tanz. Die Idee der Schwarzen Messe, also der Umkehrung des tridentischen Ritus, fehlt in der Mehrzahl der Fälle. Eine Erklärung für diesen Unterschied zwischen dämonologischer Theorie und den Hexenakten sehen Historiker darin, dass die Aussagen Ergebnis eines Dialogs unter Folter sind. Schilderungen bäuerlicher Realität wurden in den Verfahren als Hexensabbat etikettiert. So zeigen die Beschreibungen der beschuldigten Hexen häufig, dass soziale Hierarchien reproduziert werden. Beispielsweise sind die in der Dorfgemeinschaft höher Gestellten auch in der imaginären Sabbatgesellschaft privilegierte Hexen und speisen an separaten Tischen.

## Verarbeitung in Kunstformen
Die Vorstellung des Hexensabbats wurde zum festen Bestandteil des Hexenstereotyps in der Literatur. Es findet sich in Werken wie Goethes Faust bis hin zu Otfried Preußlers Die kleine Hexe und Bibi Blocksberg.
In der Musik hat etwa Modest Mussorgski den Hexensabbat zum Thema einer sinfonischen Dichtung gemacht: Eine Nacht auf dem kahlen Berge. Die Jazzpianistin Irene Schweizer gab 1978 ihr zweites, erfolgreiches Soloalbum mit dem programmatischen Titel Hexensabbat heraus. Die deutsche Gothic-Rock-Gruppe Xmal Deutschland griff das Thema in ihrem Lied Inkubus Sukkubus auf und die deutsche Folk-Metal-Band Subway to Sally in ihrem Lied Sabbat (Album Hochzeit).
In der Malerei hat Egon von Vietinghoff dem Hexensabbat ein Gemälde gewidmet.